# キンレステゴピス
キンレステゴピス（学名: Chinlestegophis） は、メトポサウルス上科と関連があると推定されている、三畳紀後期の分椎目ステレオスポンディリ亜目（全椎類）に属する絶滅両生類の属。キンレステゴピス・ジェンキンシィ （Chinlestegophis jenkinsi）は本属の模式種かつ唯一の種であり、コロラドの Chinle Formation から発見されている。学名は「キンレ（地層名）の覆いのある蛇」ほどの意味。種小名はエオカエキリアを記載した古生物学者の名前にちなんでいる。現生両生類のアシナシイモリ目と多くの特徴を共有し、地中生であったと考えられていた。もし本属がアシナシイモリ目と類縁関係があるなら、全椎類が現代まで生き延びていることになり、またアシナシイモリ目は有尾目や無尾目よりもゲロトラックスやクーラスクスのような中生代の両生類に近い系統であるということになる。しかし、後年の研究においては、アシナシイモリとステレオスポンディリ類の関係性は否定されており、キンレステゴピス自体もアシナシイモリとは関係のない分類群であるとされる。2023年には三畳紀のステムグループアシナシイモリ類と推測されるFuncusvermisが記載され、アシナシイモリ類と有尾目や無尾目のような平滑両生類との強い関係性が示唆された。